# Wellenpaket

Ausbreitung eines eindimensionalen Wellenpakets ohne Dispersion

Ausbreitung eines eindimensionalen Wellenpakets mit Dispersion

Ein Wellenpaket, eine Wellengruppe oder ein Wellenzug ist eine räumlich oder zeitlich begrenzte Welle. Mathematisch kann ein Wellenpaket als zusammengesetztes System einfacherer Wellen aufgefasst werden. Insbesondere kann ein Wellenpaket durch Superposition (Addition) mehrerer ebener Wellen dargestellt werden. Diese Zerlegung des Wellenpakets nach Frequenzkomponenten ist durch die Fouriertransformation motiviert und kann experimentell mit einem Spektrometer bestimmt werden. Die Geschwindigkeit, mit der sich die Hüllkurve eines Wellenpakets fortbewegt, heißt Gruppengeschwindigkeit.

## Mathematische Formulierung

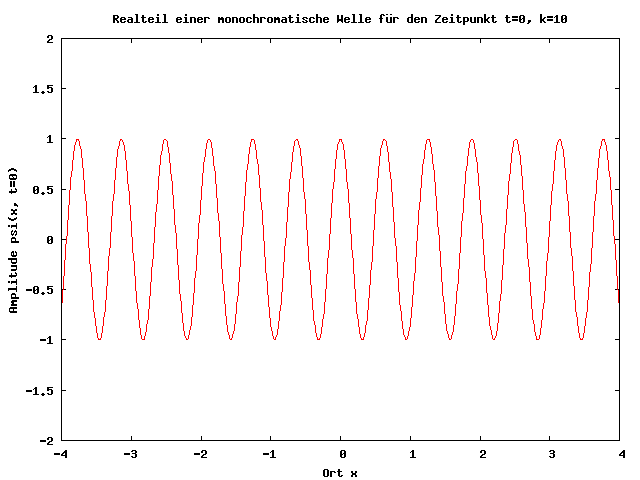
Ebene bzw. monochromatische Welle (Realteil/Cos-Welle)

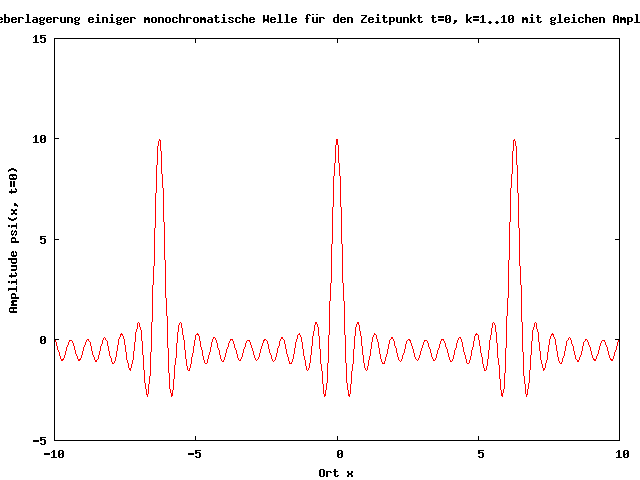
Ein Wellenpaket, das aus einer Überlagerung verschiedener monochromatischer Wellen (siehe obere Abbildung) zusammengesetzt ist.

Ein Wellenpaket {\displaystyle \psi (x,t)} kann als Summe ebener Wellen dargestellt werden:
{\displaystyle \psi (x,t)=\sum \limits _{j}C_{j}\cdot e^{\mathrm {i} (\omega _{j}\cdot t-k_{j}\cdot x)}}
Dabei sind
- die Amplituden {\displaystyle C_{j}} jeder einzelnen ebenen Welle beliebig und bestimmen die spezielle Struktur des Wellenpakets, vor allem die mehr oder weniger enge Begrenzung der räumlichen Ausdehnung.
- die einzelnen ebenen Wellen jeweils monochromatisch mit der Kreisfrequenz {\displaystyle \omega _{j}}; das Wellenpaket insgesamt hat dagegen keine einzelne Frequenz, sondern eine Frequenzverteilung.
- die Wellenzahl {\displaystyle k_{j}} gegeben durch {\displaystyle k_{j}=\omega _{j}/c(\omega _{j})}. Dabei ist {\displaystyle c(\omega )} die Phasengeschwindigkeit der ebenen Welle, die je nach Medium frequenzabhängig sein kann (Dispersion, führt zum Zerlaufen des Wellenpakets mit der Zeit).[Anmerkung 1] Ist {\displaystyle c} frequenzunabhängig, so ist das Medium dispersionsfrei und das Wellenpaket {\displaystyle \psi (x,t)} verändert seine Form nicht mit der Zeit (vgl. erste Abb.).

Die Phasengeschwindigkeit kann zudem mit dem Brechungsindex {\displaystyle n} durch die Formel {\displaystyle n={\tfrac {c_{0}}{c(w)}}} ausgedrückt werden. Damit ergibt sich die Form des Wellenpaketes zu
{\displaystyle \psi (x,t)=\sum \limits _{j}C_{j}e^{\mathrm {i} (\omega _{j}\cdot t-{\frac {w_{j}\cdot n(w_{j})}{c_{0}}}\cdot x)}.}
Damit kann die Aussage getroffen werden: "Hat ein Medium einen konstanten Brechungsindex {\displaystyle n(\omega _{j})={\text{const}}} , so wird das Wellenpaket nicht zerlaufen (keine Dispersion)".
Physikalisch sinnvoll sind nur das Absolutquadrat, der Realteil oder der Imaginärteil von {\displaystyle \psi }.
Ein Wellenpaket ist, genau wie eine ebene Welle, eine Lösung der allgemeinen Wellengleichung
{\displaystyle {\frac {\partial ^{2}\psi }{\partial x^{2}}}={\frac {1}{c^{2}}}\cdot {\frac {\partial ^{2}\psi }{\partial t^{2}}}}
Dies ergibt sich aus der Linearität der Wellengleichung, es hat das Superpositionsprinzip zur Folge.
Bei kontinuierlicher Frequenzverteilung geht man von der Summe zum Integral über. Dabei legt {\displaystyle C(k)} die Amplitudenverteilung fest, die jetzt von der Wellenzahl {\displaystyle k} abhängt:
{\displaystyle {\text{(1)}}:\,\psi (x,t)=\int _{-\infty }^{\infty }C(k)\cdot e^{\mathrm {i} (\omega t-k\cdot x)}\mathrm {d} k}

## Beispiel: Gaußsches Wellenpaket

Gaußsches Wellenpaket

Ein häufig verwendetes Beispiel für ein Wellenpaket ist das Gaußsche Wellenpaket. Hierbei handelt es sich um eine Welle, deren Amplitudenverteilung {\displaystyle C(k)} eine Gaußverteilung ist.
Eine Besonderheit des Gaußschen Wellenpakets liegt darin, dass die Fouriertransformation einer Gaußfunktion wieder eine Gaußfunktion ergibt. Somit führt die Vorgabe einer gaußverteilten Amplitudenverteilung auf eine gaußförmige Welle im Ortsraum. Gibt man umgekehrt einem Wellenpaket im Ortsraum die Gaußform, so ist die Frequenzverteilung dieses Wellenpakets automatisch gaußverteilt.
Zusätzlich ist das Gaußsche Wellenpaket dasjenige Wellenpaket mit der geringsten Unschärfe. D. h. bei keinem anderen Wellenpaket ist das Produkt der Breite der Welle im Ortsraum und ihrer Breite im Frequenzraum geringer.

### Mathematisch
Setzt man in obiger Gleichung (1) für die Amplitudenverteilung eine Gaußfunktion
{\displaystyle C(k)=e^{-{\frac {(k-k_{0})^{2}}{(2/a)^{2}}}}}
ein, so erhält man nach der Integration zum Zeitpunkt {\displaystyle t=0}:
{\displaystyle \psi (x,0)=\left({\frac {2}{\pi a^{2}}}\right)^{1/4}\cdot e^{-x^{2}/a^{2}}\cdot e^{i\cdot k_{0}\cdot x}}
Nebenstehende Abbildung zeigt das Ergebnis. Man hat jetzt nur noch einen Bereich, in dem die Amplitude merklich von 0 verschieden ist.

## Dispersion

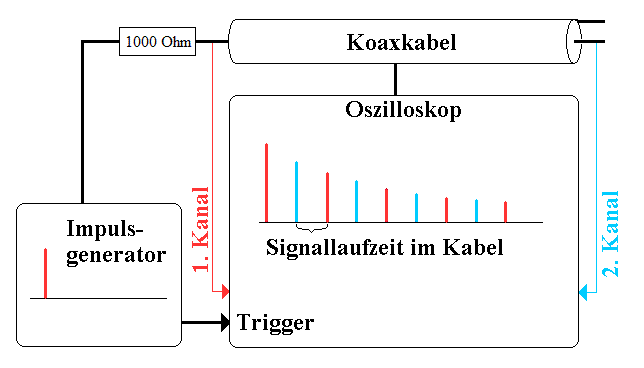
Reflektierte Impulse bei unbelastetem Kabel

Meistens ist die Ausbreitungsgeschwindigkeit der Welle abhängig von der Wellenlänge beziehungsweise von der Frequenz (z. B. Licht in Materie), so dass das Wellenpaket „zerläuft“, d. h. seine Breite wird mit der Zeit immer größer (oder kleiner) und die räumliche Bestimmtheit immer ungenauer. Wellenpakete, die keine Dispersion zeigen, also ihre Form und Breite beibehalten, werden auch als Solitonen bezeichnet.
Mit folgendem Versuch kann man nachweisen, dass sich elektromagnetische Wellen über einen extrem großen Wellenlängenbereich von wenigen Zentimetern bis zu einigen Kilometern (Frequenzbereich 20 kHz bis etwa 2 GHz) mit gleicher Geschwindigkeit ausbreiten, dass also keine Dispersion für elektromagnetische Wellen in einem Koaxialkabel auftritt: Ein Impulsgenerator erzeugt kurze Spannungsimpulse von etwa 10 ns Dauer bei einer Folgefrequenz von etwa 20 kHz. Schickt man diese durch ein etwa 20 m langes Koaxialkabel, werden sie am offenen Ende reflektiert und laufen wieder zurück. Je nach Kabeldämpfung kann man etwa hundert Impulse beobachten, deren Form sich nicht ändert. Die unvermeidlichen ohmschen Verluste im Kabel und am Verbindungswiderstand zwischen Generator und Kabel bewirken eine gewisse Amplitudenabnahme aber keine Formänderung der Einhüllenden der Wellenpakete.
Mit einer Fourieranalyse kann man den Frequenzgehalt der sehr kurzen Spannungsimpulse bestimmen:
- Die tiefste Frequenz ist die Wiederholfrequenz der Impulse, also 20 kHz.
- Die höchste Frequenz liegt etwa beim 100-fachen Kehrwert der Impulsbreite, im oben angenommenen Fall also bei 10 GHz.

Würde sich die Laufzeit der Impulse aufgrund von Dispersion merklich unterscheiden, müsste sich gemäß den Gesetzen der Fouriersynthese auch die Kurvenform der Impulse ändern. Da dies nicht beobachtet wird, folgt daraus die Konstanz der Ausbreitungsgeschwindigkeit im Kabel im beschriebenen Frequenzbereich.

## Anwendungen
- Wasserwellen:
Wellenpakete kommen als Oberflächenwellen in Wasser zur Anwendung, beispielsweise um die Übertragungsfunktionen (engl.: RAO = Response Amplitude Operator) von Schiffen und Offshore-Konstruktionen im Modellversuch zu messen. Dass sich alle Wellen, die von der Wellenmaschine ausgehen, zur gleichen Zeit am gleichen Ort treffen, gelingt nur, weil nach der Dispersionsrelation sich kurze (hochfrequente) Wellen auf der Wasseroberfläche langsamer ausbreiten als lange (niederfrequente) Wellen. Als Dienstleister für solche Modellversuche treten (wenige) Schiffbau-Versuchsanstalten auf.
- Materiewellen:
In der Quantenmechanik verwendet man Wellenpakete, um im Wellenbild Teilchen zu veranschaulichen. Die Breiten eines Wellenpaketes im Orts- und Impulsraum sind dabei über die heisenbergsche Unschärferelation miteinander verknüpft. Ein örtlich gut bestimmtes Teilchen hat demnach eine sehr breite Impulsverteilung und umgekehrt. Das Gleiche gilt für Energie (Frequenz) und Zeit.

## Mehrdimensionales Wellenpaket
Gleichung (1) ist auch vektoriell ausdrückbar:
{\displaystyle {\vec {\psi }}({\vec {x}},t)=\int _{-\infty }^{\infty }\mathrm {d} k_{x}\int _{-\infty }^{\infty }\mathrm {d} k_{y}\int _{-\infty }^{\infty }\mathrm {d} k_{z}{\vec {C}}({\vec {k}})\mathrm {e} ^{\mathrm {i} (\omega t-{\vec {x}}\cdot {\vec {k}})}}
Zum Zeitpunkt {\displaystyle t=0} kann man dem Raum ein initiales Muster {\displaystyle C({\vec {x}})=\operatorname {FT} [C]({\vec {k}})}  aufprägen (Generator), das mittels des Huygensschen Prinzips dann für alle folgenden Zeitschritte räumlich weiter propagiert wird (Iterator).

## Wellenzug
Unter einem Wellenzug wird eine zeitlich begrenzte (Dauer {\displaystyle \Delta t}) Welle einer Frequenz {\displaystyle f} verstanden. Obwohl alle Schwingungen des Wellenzuges die gleiche Periode {\displaystyle 1/f} haben, besteht das Spektrum des Wellenzuges nicht einzig aus der Frequenzkomponente {\displaystyle f}. Aus der Fouriertheorie folgt mit der Zeitbegrenztheit eine Mindestbreite des Frequenzspektrums {\displaystyle \Delta f}:
{\displaystyle \Delta t\cdot \Delta f\geq 1} (Küpfmüllersche Unbestimmtheitsrelation).